# Chris Lebrón
Christopher David Lebrón Ferrer (Santo Domingo, República Dominicana, 26 de marzo de 1999), mejor conocido artísticamente como Chris Lebrón, es un cantante, músico y compositor dominicano de música urbana. Su sencillo más notable, «Desde Mis Ojos», inculye un remix con Sech, Jay Wheeler. Participó en el sencillo «SIRI» en colaboración con  Romeo Santos. En 2022 fue galardonado en los Premios Heat Latin Music.

## Biografía
Lebrón Ferrer nació en Santo Domingo, el 26 de marzo de 1999, y se crio en Bajos de Haina, República Dominicana. Con temprana edad fue influenciado por la  música cristiana, desde ahí comenzó a conocer los instrumentos musicales, principalmente con la guitarra, batería, piano.
Hijo de la Profesora y Mercadologa Ana Idelissa Ferrer Perdomo, Chris quien desde temprana edad mostró inclinación musical.
Estudio en el Instituto Politécnico de Haina. 

## Carrera musical
En 2022 Lebrón Ferrer fue firmado por la compañía discográfica Flow Factory, propiedad del cantante puertorriqueño Arcángel. En 2020 estrenó el sencillo «Blanca Arena», audiovisual con más de 4 millones de reproducciones en YouTube. En 2022 estrenó el sencillo debut «Desde Mis Ojos», audiovisual alcanzó más de 60 millones de visitas en YouTube, posteriormente incluyó un remix con los cantantes Sech, Jay Wheeler, audiovisual alcanzó más de 100 millones de visitas.
En ese mismo año estrenó el álbum de estudio, Versos de un Cardíaco, con los sencillos debut «Mesero», «Estrella Fugaz con la Ross María», «La Jaula Perfecta». En octubre de 2022 estrenó el sencillo «Loco» en colaboración con el cantante puertorriqueño Arcángel, con audiovisual que alcanzó más de 8 millones de visitas en YouTube. En noviembre de 2022 estrenó el sencillo «SIRI» en colaboración con Romeo Santos, audiovisual con más de 25 millones de visitas en YouTube.
Lebrón Ferrer en 2022 fue galardonado en los Premios Heat Latin Music en la categoría Promesa Musical.